# Chamaesaura
Chamaesaura – rodzaj jaszczurek z podrodziny Cordylinae w obrębie rodziny  szyszkowcowatych (Cordylidae).

## Zasięg występowania
Rodzaj obejmuje gatunki występujące w Afryce (Demokratyczna Republika Konga, Rwanda, Uganda, Kenia, Tanzania, Malawi, Zambia, Angola, Zimbabwe, Mozambik, Eswatini i Południowa Afryka). 

## Systematyka
Rodzaj zdefiniował w 1801 roku niemiecki przyrodnik Johann Gottlob Theaenus Schneider w publikacji własnego autorstwa poświęconej historii naturalnej i literackiej płazów i gadów. Gatunkiem typowym jest (późniejsze oznaczenie) Chamaesaura anguina.

### Etymologia
- Chamaesaura: gr. χαμαι khamai ‘na ziemi’[9]; σαυρος sauros ‘jaszczurka’[10].
- Monodactylus: gr. μονος monos ‘pojedynczy’[11]; δακτυλος daktulos ‘palec’[12]. Gatunek typowy (oznaczenie monotypowe): Lacerta anguina Linnaeus, 1758.
- Cricochalcis: gr. κρικος krikos ‘pierścień, okrąg’[13]; χαλκις khalkis, χαλκιδος khalkidos ‘gatunek jaszczurki’[9]. Gatunek typowy (późniejsze oznaczenie): Cricochalcis aenea Fitzinger, 1843[14].
- Mancus: łac. mancus ‘niedoskonały, niekompletny, wadliwy’[15]. Gatunek typowy (oznaczenie monotypowe): Mancus macrolepis Cope, 1862.

### Podział systematyczny
Do rodzaju należą następujące gatunki: 
- Chamaesaura aenea (Fitzinger, 1843)
- Chamaesaura anguina (Linnaeus, 1758)
- Chamaesaura macrolepis (Cope, 1862)
- Chamaesaura miopropus Boulenger, 1895
- Chamaesaura tenuior Günther, 1895